# Hadia Tajik
Hadia Tajik (født 18. juli 1983 i Bjørheimsbygd, Rogaland) er en norsk-pakistansk journalist, jurist og politiker fra Oslo. Hun var fra 14. oktober 2021 til 4. marts 2022 arbejds- og inkluderingsminister i Jonas Gahr Støres regering.
Hun var næstformand i Arbeiderpartiet fra 2015 til 2022 og har været medlem af Stortinget siden 2009 for Arbeiderpartiet. Mellem 2012 og 2013 var hun udnævnt til statsråd med ansvar for kulturministeriet i Jens Stoltenbergs anden regering. Hun blev hermed den yngste minister (statsråd) nogensinde i Norge og den første muslimske.

## Baggrund
Tajik er født og oppvokst i Bjørheimsbygd i Strand i Rogaland. Hendes forældre er indvandret fra Pakistan i begyndelsen af 1970'erne.
Tajik har en bachelorgrad i journalistik fra Høgskolen i Stavanger, en mastergrad i menneskerettigheder fra Kingston University i England og en mastergrad i retsvidenskab fra Universitetet i Oslo.

## Politisk arbejde
Tajik blev 1. december 2006 ansat som politisk rådgiver for statsråd Bjarne Håkon Hanssen. Derefter havde hun et vikariat som politisk rådgiver for statsminister Jens Stoltenberg i 2008.
Tajik markerede sig tidligt i valgkampen 2009 som en flittig bruger af sociale medier og videohistorier på internettet. Hun blev valgt ind i Stortinget,som følge af at Arbeiderpartiet vandt seks mandater i Oslo, og var 2009 - 2013 medlem af Stortingets kirke-, uddannelses- og forskningskomité.
Tajik er Arbeiderpartiets nestleder (viceformand), valgt på partiets kongres i 2015. For perioden 2013 - 2017 var hun leder for Stortingets Justitiekomité .
I januar 2018 skrev Verdens Gangs politiske redaktør (Hanne Skartveit) at Tajiks "håndtering av Giske-saken kan koste henne posisjonen som nestleder i Ap. Eller den kan bringe henne helt til topps". Senere i januar skrev medierne at "Hun er i prinsippet den neste til å rykke opp som leder, hvis Støre gir seg".